# Nasz wspólny dom
Nasz wspólny dom (tyt. oryg. Shtëpia jonë e përbashkët) – albański film fabularny z roku 1981 w reżyserii Ismaila Zhabiaku, na podstawie powieści Teodora Laço.

## Opis fabuły
W rodzinie Kozmy Selity każdy wykazuje w pracy pełne zaangażowanie i poświęcenie. Matka Vita pracuje jako krawcowa, najstarszy syn Xhoxhi pracuje w zakładach petrochemicznych, Aurora jest farmaceutką, a Vaso pracuje w zakładzie poszukiwań ropy naftowej. Flonja jest zakochana w Vaso, ale chce aby dla niej zrezygnował z dotychczasowej pracy. Vaso jest tak przywiązany do swojej pracy, że nie ulega prośbom Flonji.
Film realizowano w Fierze.

## Obsada
- Mina Koxhaku jako Vaso
- Gjergji Lala jako wujek
- Sulejman Pitarka jako Kozma Selita
- Kadri Roshi jako Llazi
- Drita Pelingu jako Vita
- Luftar Pajo jako Bano
- Fatos Sela jako Bashkim
- Brunilda Borova jako Flonja
- Flutura Godo jako Aurora
- Roland Roshi jako Beni
- Kristaq Shtrembari jako Agron
- Flamur Çelsula jako inżynier
- Petrit Llanaj jako obcokrajowiec